# Sindicat dels Tres Estaments
El Sindicat dels Tres Estaments, format per mercaders, artistes i menestrals, neix a Barcelona el 19 de novembre de 1452 amb l'objectiu de protegir els interessos d'aquests col·lectius. Es va poder tirar endavant amb l'autorització del governador de Catalunya, Galceran de Requesens, i amb el vistiplau d'Alfons el Magnànim que permeteren una modificació del sistema d'elecció dels Consellers i d'una reorganització del Consell de Cent.
Aquests tres col·lectius, membres de la Busca, varen denunciar les irregularitats i els alts salaris del ciutadans honrats, ara enquadrats a la Biga, que controlaven el govern municipal. Aquest fet, junt amb la promesa de reduir les taxes sobre la carn, els va donar el suport del poble.
El rei, que volia calmar les contínues revoltes que s'estaven produint a Barcelona en la lluita pel poder, fa aquesta concessió reial, donant un tomb al govern municipal que passa a estar més intervingut per la Busca, tot i que no aconseguiran imposar les seves propostes proteccionistes.